# جه‌جه (مجری)
لی اون جه (کره‌ای: 이은재؛ زادهٔ ۷ سپتامبر ۱۹۹۰) که به‌طور حرفه‌ای با نام جه‌جه (کره‌ای: 재재) شناخته می‌شود، یوتیوبر، تهیه‌کننده تلویزیونی، میزبان و شخصیت تلویزیونی اهل کره جنوبی است. او بیشتر به عنوان میزبان برنامه ام‌ام‌تی‌جی شناخته می‌شود.

## فیلم‌شناسی

### مجموعه تلویزیونی
| سال  | عنوان        | نقش                      | توضیحات                      | منابع |
| ---- | ------------ | ------------------------ | ---------------------------- | ----- |
| ۲۰۲۰ | پاپ اوت بوی! | آرایشگر، معلم هنر و عکاس | حضور افتخاری (قسمت ۳، ۴ و ۹) | [ ۲ ] |
| ۲۰۲۱ | بیدار        | پیشخدمت                  | حضور افتخاری (قسمت ۱۳)       | [ ۳ ] |